# Elegies de Duino
Elegies de Duino (Duineser Elegien, en alemany) és un llibre de poemes de Rainer Maria Rilke.
El seu nom procedeix del castell de Duino, prop de Trieste (Itàlia), propietat de l'amiga i protectora de Rilke, Marie von Thurn und Taxis. Va ser durant una estada en aquest lloc, el 1912, quan el poeta va començar la redacció de les Elegies, si bé no les va donar per acabades fins a 1922, en el castell de Muzot. L'obra es va publicar a l'any següent, el 1923.
Encara que alguns crítics afirmen que no hi ha una unitat temàtica, sembla que el seu motiu central és l'ésser humà i d'aquest sorgeixen, com radis, els seus temes principals: 
- El de la permanència, explícit en la primera, segona, setena i novena.

- El de l'heroi i els veritables amants, que són els únics capaços de transcendir-se i, per tant, de perdurar; tal com es posa de manifest en les elegies primera, segona, cinquena i sisena. La tercera, en versar sobre l'amor i la seva naturalesa, es considera que és una introducció o preparació per a la cinquena.

- La relació ésser humà-món, a la qual dedica les composicions quarta i vuitena.

El veritable dolor i la seva secreta felicitat, en l'últim dels poemes.
Les elegies I i II, per la seva proximitat cronològica, haurien de ser considerades com un sol bloc. En certa manera, poden llegir-se com un pròleg, ja que introdueixen els motius que desenvoluparan les restants.
L'elegia III tracta sobre els fonaments ocults de l'amor. En aquesta, l'estimat és el detonant que desperta «aquell amagat, culpable déu fluvial de la sang» (v. 2) i, alhora, qui ha de fer que aquest torrent, aquesta selva interior que sorgeix de l'amor no es dissipi (vv. 83 i 84).
Escrita en plena Primera Guerra Mundial, l'elegia IV és un poema fosc, en el qual es contraposa la indistinció (pròpia dels animals i dels àngels) al «desplegament de l'altre. Enemistat (...)», que és privativa de l'ésser humà. Una variació sobre aquest motiu apareix en l'elegia VIII. En essència, tracta de les dues formes bàsiques de relacionar-se amb la realitat: 
Estar en el món, com ho està l'animal, la planta, el moribund i, de vegades, els amants; és a dir, viure en un tot present (vv. 41 i 42) i lliure de la mort (v. 9).
Estar enfront del món, cosa que comporta la consciència de la mort i del temps, posseir només un reflex de la realitat i l'actitud de mer espectador, «d'un que marxa».
L'elegia V té com tema els amants, tal com desxifren els versos 96-97 i 103-104. És a dir, la tropa de saltimbanquis no és més que la (falsa) prefiguració del treball dels veritables enamorats.
Per la seva banda, la sisena composició té com a motiu central l'heroi, que és qui, al costat dels veritables amants, pot perdurar. L'heroi rilkeà es caracteritza pel menyspreu cap a una vida llarga, per tenir com a accions bàsiques prendre, deixar, escollir i poder (vv. 35 i 38) i per veure l'amor com una forma d'ascendir a un estadi superior.
Finalment, l'elegia VII tracta sobre la perdurabilitat de les coses mitjançant la seva interiorització i la IX sobre la raó de ser de l'ésser humà: dir, interioritzar les coses perquè així pervisquin.